# 入舩徹男
入舩 徹男（いりふね てつお、1954年7月5日 - ）は、日本の地球物理学者。愛媛大学特別栄誉教授。三重県出身。

## 略歴
- 1973年 - 三重県立四日市高校卒業
- 1978年 - 京都大学理学部地球物理学科卒業
- 1980年 - 名古屋大学大学院理学研究科博士前期課程修了
- 1984年 - 北海道大学大学院理学研究科博士後期博士課程修了
- 1984年 - オーストラリア国立大学研究員
- 1987年 - 北海道大学理学部助手
- 1989年 - 愛媛大学理学部助教授
- 1995年 - 愛媛大学理学部教授
- 2001年 - 愛媛大学地球深部ダイナミクス研究センター教授・センター長
- 2012年 - 愛媛大学特別栄誉教授
- 2012年 - 東京工業大学地球生命研究所主任研究員・愛媛大学サテライト拠点長

## 業績
- 超高圧実験による地球マントルや沈み込むプレートの構造と運動の解明。
- オーストラリア国立大のリングウッド教授と、プレートが深さ670km付近で巨大な塊を形成するとする「メガリスモデル」を完成[2]。映画「日本沈没」（2006年）において、日本沈没のメカニズムとして採用される。
- 完成直後の世界最大放射光実験施設スプリングエイトにおいて、全体で最初の研究成果を1998年に発表[3]。
- 超高圧合成技術を用いて、通常のダイヤモンドより硬い「ナノ多結晶ダイヤモンド」の合成に初めて成功[4]。住友電工（株）との共同研究に基づき、2012年に同社より製品化された（同年日刊工業新聞十大新製品賞受賞）。
- 2008年よりグローバルCOEプログラム愛媛大学「先進的実験と理論による地球深部物質学拠点」拠点リーダー、2011年より2014年まで国際高圧力学会 (AIRAPT) 会長、2017年より2019年まで日本高圧力学会会長。
- 2013年より共同利用・共同研究拠点「先進超高圧科学研究拠点（PRIUS）」が文科省から認定、同拠点長就任。
- 超高圧合成技術を用いて、透明で硬い「ナノ多結晶ガーネット」の合成に成功し[5]、「透明ナノセラミックス」の科学を開拓。

## 受賞・栄典
- 1998年 日本鉱物学会賞
- 2004年 石川カーボン賞
- 2007年 フンボルト賞
- 2007年 粉体粉末冶金協会研究進歩賞
- 2008年 アメリカ地球物理学連合フェロー
- 2009年 日本高圧力学会賞
- 2014年 オーストラリア地質学会A.E.Ringwoodメダル
- 2015年 紫綬褒章[6]
- 2016年 ヨーロッパ地球科学連合R.W.Bunsenメダル
- 2017年 日本地球惑星科学連合フェロー
- 2018年 愛媛新聞賞
- 2020年 日本鉱物科学会応用鉱物科学賞
- 2021年 国際高圧力学会P.W.Bridgmanメダル
- 2023年 国際鉱物学会IMAメダル